# Колумбијски барски петлић
Колумбијски барски петлић (лат. Neocrex colombiana) је врста птице из породице барских кока (лат. Rallidae). Присутнa је у Колумбији, Еквадору и Панами. Природно станиште су му суптропски и тропски сезонски влажни или плавни низијски травњаци и мочваре.